# Gambrinus liga 2013-14
La Gambrinus liga 2013-14 fue la vigésima primera temporada de la Liga Checa de Fútbol, la máxima categoría del fútbol profesional de la República Checa. El torneo se comenzó a disputar el día 19 de julio de 2013 y finalizó el 31 de mayo de 2014. El Sparta Praga se adjudicó el campeonato por decimosegunda vez en su historia.
Los clubes FC Hradec Králové y Dynamo České Budějovice, descendidos la temporada anterior, fueron reemplazados para este torneo por el campeón y subcampeón de la Druhá liga, el 1. SC Znojmo, debutante absoluto en la máxima categoría y el Bohemians Praga 1905, que vuelve a la máxima división tras haber descendido en la temporada 2011/12.

## Información de los equipos
| Club                | Ciudad           | Estadio                   | Capacidad |
| ------------------- | ---------------- | ------------------------- | --------- |
| FC Baník Ostrava    | Ostrava          | Bazaly                    | 17.372    |
| Bohemians 1905      | Praga            | Ďolíček                   | 7.500     |
| FK Dukla Praga      | Praga            | Stadion Juliska           | 4.560     |
| FK Jablonec         | Jablonec         | Stadion Střelnice         | 6.280     |
| FK Mladá Boleslav   | Mladá Boleslav   | Městský stadion (MB)      | 5.000     |
| 1. FK Příbram       | Příbram          | Na Litavce                | 9.100     |
| SK Sigma Olomouc    | Olomouc          | Andrův stadion            | 12.566    |
| SK Slavia Praga     | Praga            | Eden Arena                | 21.000    |
| 1. FC Slovácko      | Uherské Hradište | Městský fotbalový stadion | 8.121     |
| FC Slovan Liberec   | Liberec          | Stadion u Nisy            | 9.900     |
| AC Sparta Praga     | Praga            | Generali Arena            | 20.558    |
| FK Teplice          | Teplice          | Na Stínadlech             | 18.221    |
| FC Viktoria Plzeň   | Pilsen           | Stadion města Plzně       | 13.000    |
| FC Vysočina Jihlava | Jihlava          | Stadion v Jiráskově ulici | 4.075     |
| FC Zbrojovka Brno   | Brno             | Městský stadion (Brno)    | 12.550    |
| 1. SC Znojmo        | Znojmo           | Městský stadion (Brno)    | 12.550    |

### Entrenadores y equipaciones
| Equipo           | Entrenador        | Capitán              | Marca  | Patrocinador              |
| ---------------- | ----------------- | -------------------- | ------ | ------------------------- |
| Baník Ostrava    | Tomáš Bernady     | Michal Frydrych      | Nike   | Vítkovice Machinery Group |
| Bohemians 1905   | Luděk Klusáček    | Josef Jindřišek      | adidas | Remal                     |
| Dukla Praga      | Luboš Kozel       | Patrik Gedeon        | adidas | Staeg                     |
| Jablonec         | Roman Skuhravý    | Luboš Loučka         | Umbro  | Baumit                    |
| Mladá Boleslav   | Karel Jarolím     | David Jarolím        | Nike   | Škoda                     |
| Příbram          | Petr Čuhel        | Aleš Hruška          | adidas | Startip                   |
| Sigma Olomouc    | Martin Kotůlek    | Aleš Škerle          | adidas | Sigma Group               |
| Slavia Praga     | Alex Pastoor      | Fernando Maria Neves | Umbro  | Chance                    |
| Slovácko         | Svatopluk Habanec | Vít Valenta          | Kappa  | Z-GROUP Steel holding     |
| Slovan Liberec   | Jaroslav Šilhavý  | Radoslav Kováč       | Nike   |                           |
| Sparta Praga     | Vítězslav Lavička | David Lafata         | Nike   |                           |
| Teplice          | Zdeněk Ščasný     | Milan Matula         | Umbro  | AGC                       |
| Viktoria Plzeň   | Dušan Uhrin, Jr.  | Pavel Horváth        | Puma   | Doosan Group              |
| Vysočina Jihlava | Petr Rada         | Lukáš Vaculík        | Hummel | PSJ                       |
| Zbrojovka Brno   | Václav Kotal      | Pavel Zavadil        | Umbro  | E-Motion                  |
| Znojmo           | Leoš Kalvoda      | Todor Yonov          | adidas | Aventin                   |

### Equipos por región
| Región                       | N.º | Equipos                                     |
| ---------------------------- | --- | ------------------------------------------- |
| Praga                        | 3   | AC Sparta Praga, FK Dukla y SK Slavia Praga |
| Bohemia Central              | 2   | 1. FK Příbram y FK Mladá Boleslav           |
| Región de Liberec            | 2   | FC Slovan Liberec y FK Baumit Jablonec      |
| Región de Bohemia Meridional | 1   | SK Dynamo České Budějovice                  |
| Región de Hradec Králové     | 1   | FC Hradec Králové                           |
| Región de Moravia Meridional | 1   | FC Zbrojovka Brno                           |
| Región de Moravia-Silesia    | 1   | FC Baník Ostrava                            |
| Región de Ústí nad Labem     | 1   | FK Teplice                                  |
| Región de Pilsen             | 1   | FC Viktoria Plzeň                           |
| Región de Olomouc            | 1   | SK Sigma Olomouc                            |
| Región de Vysočina           | 1   | FC Vysočina Jihlava                         |
| Región de Zlín               | 1   | 1. FC Slovácko                              |

## Sistema de competición
La Gambrinus liga 2013/14 estuvo organizada por la Federación de Fútbol de la República Checa.
Constó de un grupo único integrado por dieciséis clubes de toda la geografía checa. Siguiendo un sistema de liga, los dieciséis equipos se enfrentaron todos contra todos en dos ocasiones -una en campo propio y otra en campo contrario- sumando un total de 30 jornadas. El orden de los encuentros se decidió por sorteo antes de empezar la competición.
La clasificación final se estableció con arreglo a los puntos obtenidos en cada enfrentamiento, a razón de tres por partido ganado, uno por empatado y ninguno en caso de derrota. Si al finalizar el campeonato dos equipos igualaron a puntos, los mecanismos para desempatar la clasificación fueron los siguientes:
1. El que tenga una mayor diferencia entre goles a favor y en contra en los enfrentamientos entre ambos. (Gol average)
2. Si persiste el empate, se tiene en cuenta la diferencia de goles a favor y en contra en todos los encuentros del campeonato.
3. Si aún persiste el empate, se tiene en cuenta el mayor número de goles a favor en todos los encuentros del campeonato.

Si el empate a puntos es entre tres o más clubes, los sucesivos mecanismos de desempate fueron los siguientes: 
1. La mejor puntuación de la que a cada uno corresponda a tenor de los resultados de los partidos jugados entre sí por los clubes implicados.
2. La mayor diferencia de goles a favor y en contra, considerando únicamente los partidos jugados entre sí por los clubes implicados.
3. La mayor diferencia de goles a favor y en contra teniendo en cuenta todos los encuentros del campeonato.
4. El mayor número de goles a favor teniendo en cuenta todos los encuentros del campeonato.
5. El club mejor clasificado con arreglo a los baremos de fair play.

### Efectos de la clasificación
El equipo que más puntos sumó al final del campeonato fue proclamado campeón de liga y obtuvo el derecho automático a participar en la segunda ronda previa de la Liga de Campeones de la UEFA. El segundo clasificado obtuvo el derecho a participar en la tercera ronda previa de la Liga Europea de la UEFA y el tercer clasificado obtuvo un pase para la segunda ronda previa de esta misma competición, junto con el cuarto, ya que el Sparta Praga (campeón de la Copa de la República Checa) le cedió su plaza de Liga Europea al cuarto clasificado por ya haber clasificado a la Liga de Campeones.

## Clasificación
- Actualizado al final de la liga el 31 de mayo de 2014.

|  |     | Equipo              | PJ | PG | PE | PP | GF | GC | DG  | PTS |
|  | --- | ------------------- | -- | -- | -- | -- | -- | -- | --- | --- |
|  | 1.  | AC Sparta Praga     | 30 | 25 | 4  | 1  | 78 | 19 | +59 | 79  |
|  | 2.  | FC Viktoria Plzeň   | 30 | 19 | 9  | 2  | 64 | 21 | +43 | 66  |
|  | 3.  | FK Mladá Boleslav   | 30 | 14 | 8  | 8  | 54 | 38 | +16 | 50  |
|  | 4.  | FC Slovan Liberec   | 30 | 14 | 6  | 10 | 37 | 46 | -9  | 48  |
|  | 5.  | FK Teplice          | 30 | 13 | 7  | 10 | 51 | 35 | +16 | 46  |
|  | 6.  | FC Slovácko         | 30 | 11 | 7  | 12 | 43 | 40 | +3  | 40  |
|  | 7.  | FK Dukla Praga      | 30 | 10 | 8  | 12 | 35 | 37 | -2  | 38  |
|  | 8.  | FC Vysočina Jihlava | 30 | 10 | 7  | 13 | 45 | 50 | -5  | 37  |
|  | 9.  | FC Zbrojovka Brno   | 30 | 10 | 7  | 13 | 32 | 42 | -10 | 37  |
|  | 10. | FC Baník Ostrava    | 30 | 8  | 11 | 11 | 33 | 43 | -10 | 35  |
|  | 11. | FK Jablonec         | 30 | 9  | 7  | 14 | 43 | 53 | -10 | 34  |
|  | 12. | 1. FK Příbram       | 30 | 9  | 7  | 14 | 34 | 49 | -15 | 34  |
|  | 13. | Bohemians 1905 (A)  | 30 | 7  | 9  | 14 | 26 | 40 | -14 | 30  |
|  | 14. | SK Slavia Praga     | 30 | 8  | 6  | 16 | 24 | 51 | -27 | 30  |
|  | 15. | SK Sigma Olomouc    | 30 | 7  | 8  | 15 | 42 | 60 | -18 | 29  |
|  | 16. | 1. SC Znojmo (A)    | 30 | 6  | 9  | 15 | 32 | 49 | -17 | 27  |

- (A) Club ascendido la temporada anterior.

| Clasificó a UCL | Clasificado para la segunda ronda previa de la Liga de Campeones de la UEFA 2014-15 |
|                 | Clasificado para la Liga Europea de la UEFA 2014-15                                 |
|                 | Desciende a la Druhá liga                                                           |

## Máximos goleadores
| Pos | Jugador          | Club             | Goles |
| --- | ---------------- | ---------------- | ----- |
| 1   | Josef Hušbauer   | Sparta Praga     | 18    |
| 2   | David Lafata     | Sparta Praga     | 16    |
| 2   | Zbyněk Pospěch   | Dukla Praga      | 16    |
| 4   | Franci Litsingi  | FK Teplice       | 14    |
| 5   | Haris Harba      | Vysočina Jihlava | 13    |
| 6   | Jasmin Šćuk      | Mladá Boleslav   | 12    |
| 6   | Stanislav Tecl   | Viktoria Plzeň   | 12    |
| 8   | Aidin Mahmutović | FK Teplice       | 10    |
| 8   | Václav Vašíček   | 1. SC Znojmo     | 10    |
| 8   | Milan Kerbr      | FC Slovácko      | 10    |

- Actualizado el 31 de mayo de 2014.